# Carli Elinor
Carli Elinor est un acteur et compositeur américain né le 21 septembre 1890 à Bucarest (Roumanie), décédé le 20 octobre 1958 à Hollywood (Californie).

## Filmographie

### comme acteur
- 1942 : Mon espion favori (My Favorite Spy) de Tay Garnett : Phillips
- 1944 : Mrs. Parkington : Musician at Ball
- 1945 : Frisson d'amour (Thrill of a Romance) : Gypsy Orchestra Leader
- 1945 : Week-end au Waldorf (Week-End at the Waldorf) : Orchestra Leader
- 1946 : Gilda : Waiter
- 1946 : Ne dites jamais adieu (Never Say Goodbye) : Waiter
- 1949 : Amour poste restante (In the Good Old Summertime) : Band leader
- 1949 : Les Travailleurs du chapeau (It's a Great Feeling) : Frenchman
- 1949 : Malaya : Waiter
- 1950 : La Scandaleuse Ingénue (The Petty Girl)
- 1952 : Les Rois de la couture (Lovely to Look at) : Cafe Waiter
- 1953 : Ma and Pa Kettle on Vacation : Orchestra Leader
- 1956 : Le Tour du monde en quatre-vingts jours (Around the World in Eighty Days) : Featured player

### comme compositeur
- 1918 : Cœurs du monde (Hearts of the World)
- 1925 : La Ruée vers l'or (The Gold Rush)
- 1928 : Four Sons
- 1929 : Le Pont du roi Saint-Louis (The Bridge of San Luis Rey)
- 1931 : : Prudence avec les femmes (Women of All Nations) de Raoul Walsh